# ورای ماجرای پوسیدون
ورای ماجرای پوسیدون (انگلیسی: Beyond the Poseidon Adventure) فیلمی آمریکایی در سبک اکشن و مهیج به کارگردانی ایروین آلن است که در سال ۱۹۷۹ منتشر شد.

## بازیگران
- مایکل کین
- تلی ساوالاس
- سالی فیلد
- کارل مالدن
- شرلی جونز
- جک واردن
- پیتر بویل
- اسلیم پیکنز
- مارک هارمون
- شرلی نایت
- ورونیکا هامل